# Zuhatzu Kuartango
Pour les articles homonymes, voir Zuhatzu.
Zuhatzu Kuartango en basque, ou Zuazo de Cuartango en espagnol, est une commune ou contrée de la municipalité de Kuartango dans la province d'Alava dans la Communauté autonome basque.